# Фаетон: Протерра
«Фаетон: Протерра» (англ. Phaeton: Proterra)  — серія фантастичних коміксів української художниці Марії Ланцутої видається з 2019 року.

## Сюжет

### Фаетон: Протерра. Том 1
Події відбуваються у далекому майбутньому, коли технології сягнули далеко вперед і кожен куточок Галактики тепер доступний усім бажаючим для подорожей і проживання.
Це стало можливим завдяки Протеррі, штучно створеного Інфосвіту, створеного із протоенергії. Більш тривале перебування в Протеррі живих істот небезпечне і потребує спеціальних захисних костюмів. Також Протерра використовується і для транспортування та зберігання різних цінностей, що є великою спокусою для злочинців…

### Фаетон:Том 2. Повстання
Головний герой Нітан розслідує смерть напарників, а також загадкове зникнення свого друга - аналітика Мерків, Тео. Йому допомагає в цьому Інфоід Ксав. Разом вони намагаються розкрити таємницю фантома.
Тим часом Протерра втрачає свою стабільність через спалах масового повстання протів. Вона стає небезпечною для використання, і виявляється на межі руйнування. Мерки кидають всі сили на придушення повстання з переважаючими силами противника. 

### Фаетон:Том 3. Дрімгакери
Головний герой Нітан розслідує причини загадкового зникнення свого друга - аналітика Мерків, Тео. Йому допомагає в цьому Мар та Інфоід Ксав. Намагаючись розкрити таємницю викрадення друга, вони проводять ризиковану операцію з витягу пам'яті Тео,  яка може зберігати в собі стежку до злочинців. Але ніхто не міг передбачити, яка загроза чекає їх на цьому шляху.

### Фаетон:Том 4. Архіпрот
Сільвамак з іншими могутніми протами, аби захистити Протерру, вирішили самостійно впіймати таємничих злодіїв і влаштували на них засідку.
Тим часом, у пошуках цих же злочинців, Нітан знаходить собі неочікуваних союзників. Збираючи по крихті інформацію, вони виходять на стежку, яка приводить їх до наймогутнішого архіпрота, що здатен їм допомогти.

### Серія (приквел): Фаетон. Фортунці 1-4 випуски
Всі супергерої колись були дітьми, але це на означає, що випробування для них будуть легкими. Їм доведеться пройти неймовірні іспити: вистояти проти ніндзя-братерства Сірих Фіордів з планети Імоніка 7, знайти давно втрачений ключ космічного корабля, пройти квест на планеті-звалищі, тощо. Більшість цих завдань можуть пройти тільки люди, що мають надздібності.
У підсумку командори відібрали дітей з неймовірною вдачею — Фортунців. Їх зібрали до групи Фаетон, щоб розпочати підготовку до більш складних завдань, з якими Фортунці зустрінуться у майбутньому.
Коли на завдання посилають Фортунців, значить ніхто нічого не може вже вдіяти, та місія приречена на провал.
Їхній противник Стембо Во - ватажок небезпечної банди космічних рейдерів.
Плануючи свій напад, Стембо передбачив будь який розвиток подій, та зробив неможливим взяття його штурмом.
Він передбачив усе, окрім Фортунців.
Фортунці - це діти з неймовірною удачею. У складі групи Фаетон вони виконують різні завдання, за допомогою виключно своєї удачі.
Але їх командир, то звичайна людина. Тому, коли на небезпечному завданні єдина зброя - удача, то не кожен командир може таке витримати.  
Але їх командир, то звичайна людина. Тому, коли на небезпечному завданні єдина зброя - удача, то не кожен командир може таке витримати.  Отже з групи Фаетон вже пішло декілька командирів, а нового командира знайти стає дедалі складніше.

## Нагороди
- «Найкращий мальопис року 2023. Мала форма» за «Група Фаетон. Фортунці. Випуск 4: Льодовий стрілець» (2024). Україна
- «Найкращий мальопис року 2024. Велика форма» за «Фаетон. Том 4. Архіпрот» (2025). Україна